# NGC 20
NGC 20 је елиптична галаксија у сазвежђу Андромеда која се налази на NGC листи објеката дубоког неба.
Деклинација објекта је + 33° 18' 32" а ректасцензија 0h 9m 32,6s. Привидна величина (магнитуда) објекта NGC 20 износи 13,1 а фотографска магнитуда 14,1. NGC 20 је још познат и под ознакама NGC 6, UGC 84, MCG 5-1-36, CGCG 498-82, CGCG 499-54, PGC 679.